# Ponts de Jules César sur le Rhin

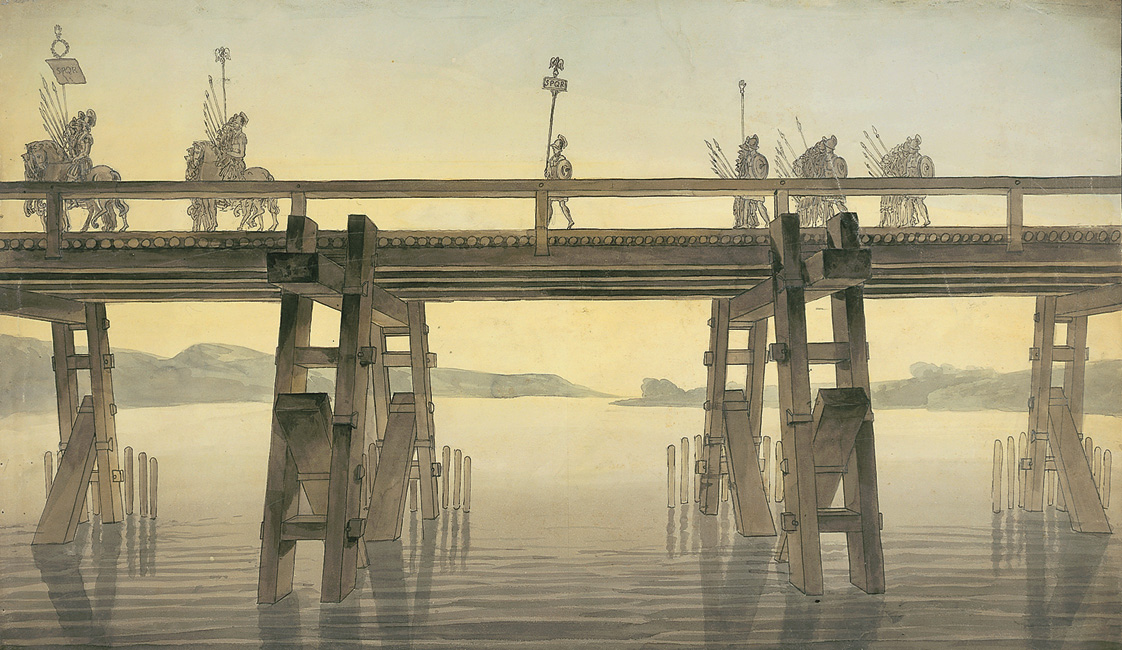
Le pont de César sur le Rhin, peinture de John Soane (1814)

Les ponts de Jules César sur le Rhin sont deux ponts en bois construits en 55 et en 53 avant J. C. par Jules César pour le passage de ses légions romaines. Ils sont les premiers ponts connus érigés sur le Rhin. 

## Histoire

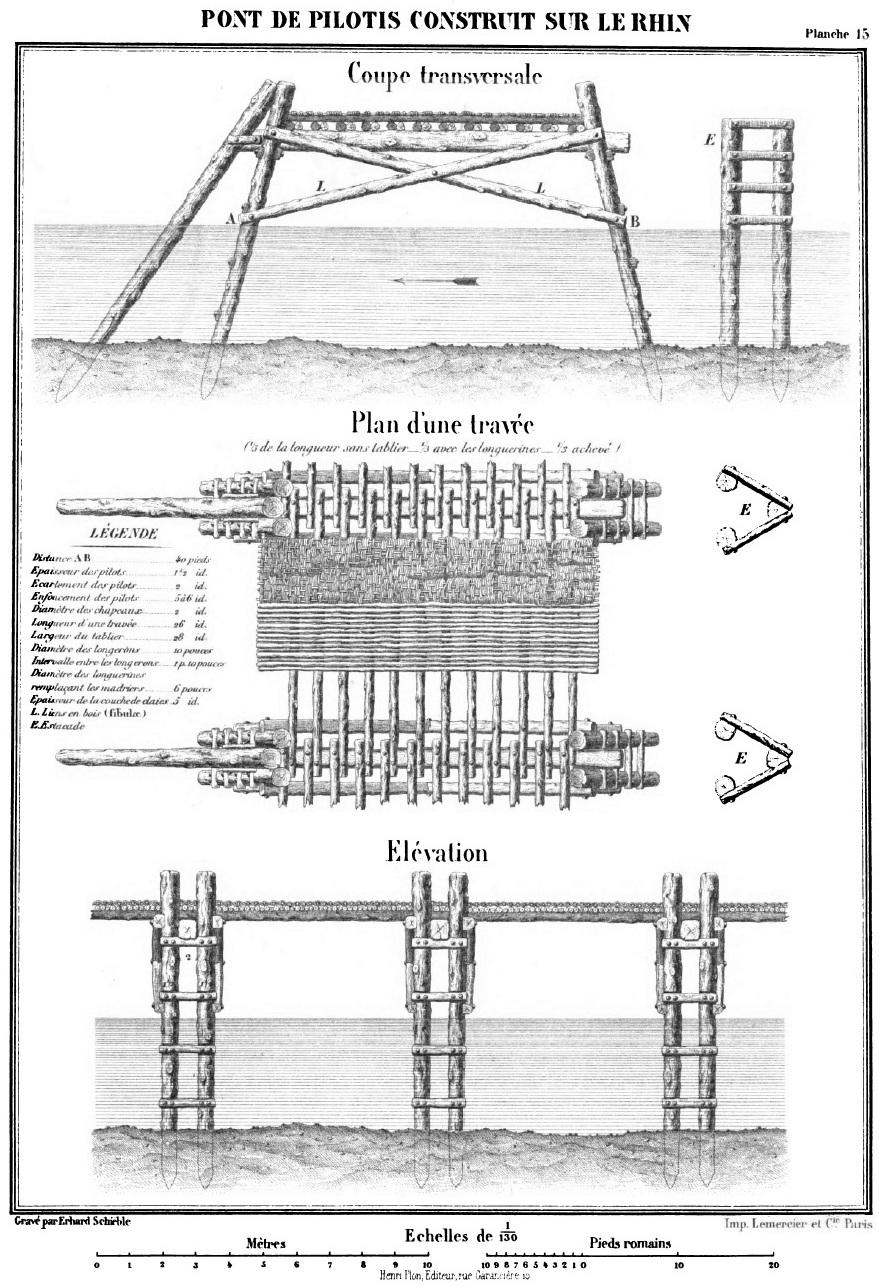
Croquis du pont, tiré de Histoire de Jules César - Atlas du tome 2, par Louis-Napoléon Bonaparte (1866)

Pendant la guerre des Gaules, les troupes romaines devaient faire face à des raids de Germains dans les nouveaux territoires conquis, qui se repliaient ensuite au-delà du Rhin. César souhaitait les effrayer et apporter son soutien aux Ubiens, une tribu germanique alliée de Rome, en montrant la capacité des légions romaines à se transporter rapidement au-delà du fleuve. Considérant les bateaux comme peu sûrs et indignes des Romains, il fit construire un pont, achevé 10 jours après qu'on eut commencé à apporter les matériaux. Il fut détruit par les Romains lors de leur retour sur la rive occidentale du fleuve, 18 jours plus tard. Un second pont sera construit deux ans plus tard pour un second passage en Germanie des troupes romaines et détruit après leur retour. César décrit leur construction dans ses Commentaires sur la Guerre des Gaules. Ces ponts sont considérés comme des chefs-d'œuvre d'ingénierie militaire. On ignore leur localisation exacte, les environs de l'actuelle ville de Neuwied, 15 km au nord de Coblence, étant les plus souvent cités. Camille Jullian propose Cologne comme lieu le plus probable.
Napoléon III fera réaliser une maquette du premier pont pour le musée des Antiquités celtiques et gallo-romaines (aujourd'hui musée d'Archéologie nationale) au château de Saint-Germain-en-Laye. Cette maquette se trouve aujourd'hui au musée du Génie à Angers.